# یواس‌اس هاردینگ (دی‌دی-۹۱)
یواس‌اس هاردینگ (دی‌دی-۹۱) (به انگلیسی: USS Harding (DD-91)) یک کشتی بود که طول آن ۹۶٫۱۳۹ متر (۳۱۵٫۴۲ فوت) بود. این کشتی در سال ۱۹۱۸ ساخته شد.